# Camponotus bifossus
Camponotus bifossus är en myrart som beskrevs av Santschi 1917. Camponotus bifossus ingår i släktet hästmyror, och familjen myror. Inga underarter finns listade.